# Małgorzata Chmiel

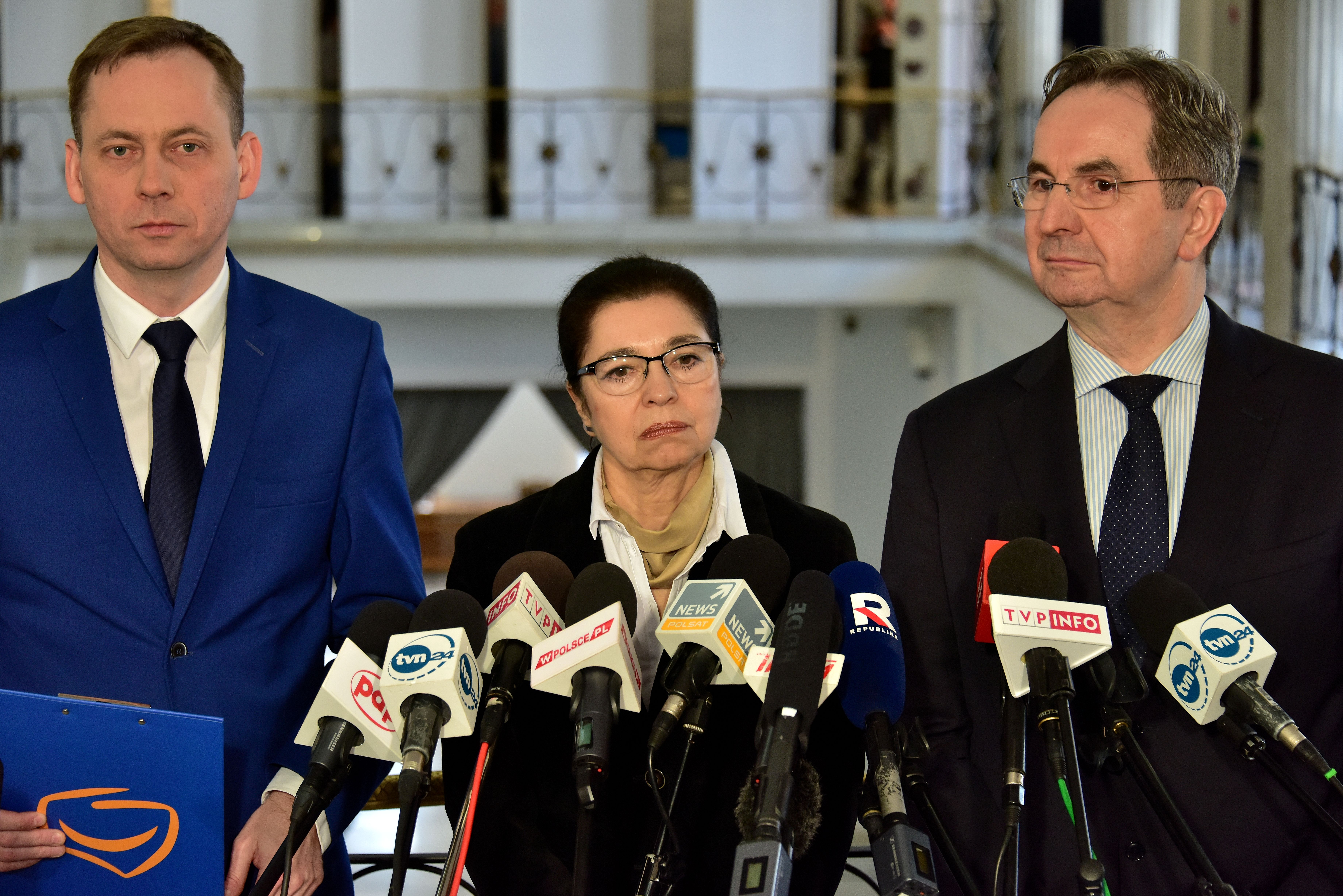
Z posłami Zbigniewem Konwińskim i Stanisławem Lamczykiem podczas konferencji prasowej w Sejmie (2018)

Małgorzata Chmiel (ur. 1 maja 1953 w Gdańsku) – polska polityk, architekt i samorządowiec, w latach 1994–2015 radna Gdańska, posłanka na Sejm VIII i IX kadencji.

## Życiorys

### Wykształcenie i praca zawodowa
Córka gdańskiego architekta Józefa Chmiela. Absolwentka V Liceum Ogólnokształcącego im. Stefana Żeromskiego w Gdańsku (1972). W 1979 ukończyła studia z zakresu architektury na Wydziale Architektury i Urbanistyki Politechniki Gdańskiej, uzyskała także uprawnienia projektowe.
Pracowała w Zakładzie Usług Technicznych RZSI i w Gdańskim Przedsiębiorstwie Budownictwa Miejskiego, gdzie w latach 1986–1988 była naczelnym inżynierem budowy osiedla Piecki-Migowo. W 1988 rozpoczęła pracę jako projektant w ramach pracowni projektowych i architektonicznych. Współpracowała m.in. przy odbudowie Teatru Narodowego w Warszawie i rozbudowie Teatru Muzycznego w Gdyni. W połowie lat 90. była pełnomocnikiem zarządu miasta Gdańska ds. budownictwa czynszowego. Członkini Stowarzyszenia Architektów Polskich i Towarzystwa Urbanistów Polskich.

### Działalność publiczna
Była działaczką Unii Wolności, z której w 2001 przeszła do Platformy Obywatelskiej. W 1994 po raz pierwszy została wybrana do rady miejskiej w Gdańsku, z powodzeniem ubiegała się o reelekcję w 1998, 2002, 2006, 2010 i 2014, uzyskując m.in. w 2010 i 2014 największą spośród radnych liczbę głosów wśród wszystkich kandydatów na radnych Gdańska. W Radzie Miasta pełniła funkcję przewodniczącej Komisji Zagospodarowania Przestrzennego. Od 1998 do 2006 przez dwie kadencje przewodniczyła Komisji Polityki Mieszkaniowej i Przestrzennej Związku Miast Polskich.
W 1997 i 2011 bezskutecznie kandydowała na posła. W wyborach parlamentarnych w 2015 wystartowała ponownie do Sejmu w okręgu gdańskim z listy PO. Uzyskała mandat posłanki VIII kadencji, otrzymując 13 346 głosów. W Sejmie została członkinią Komisji Infrastruktury oraz Komisji Kultury i Środków Przekazu, pracowała też w Komisji Gospodarki i Rozwoju (2016–2017). W wyborach w 2019 z powodzeniem ubiegała się o poselską reelekcję z ramienia Koalicji Obywatelskiej, otrzymując 13 557 głosów. W Sejmie IX kadencji zasiadła w Komisji Infrastruktury. 
We wrześniu 2021 w skrzynce na listy jej biura poselskiego w Oliwie znaleziono zapiski zawierające groźby oraz nóż. W tym samym miesiącu mężczyzna podejrzewany o ten czyn został zatrzymany przy kolejnej próbie doręczenia pisemnych gróźb.
W wyborach w 2023 nie została wybrana do Sejmu kolejnej kadencji, otrzymując 10 840 głosów. W 2025 została prezesem Fundacji Galeria Glaza, a także zasiadła w radzie nadzorczej Spółdzielni Mieszkaniowej VII Dwór.